# 休斯敦迪纳摩
侯斯頓戴拿模（英語：Houston Dynamo FC）是美國職業足球大聯盟球隊。球隊位於美國德克薩斯州侯斯頓，主場是PNC體育場。2006年球季正式比賽。

## 歷史
2005年12月15日，聖荷西地震遷往侯斯頓，並一度繼承地震隊的歷史，這個情況直到2007年聖荷西地震再次成立為止。最初球隊名為侯斯頓1836，最終改名為戴拿模，意为直流发电机，是因為侯斯頓是能源公司為主的城市。
2011年因地理形勢的關係，成為了東岸球隊。至2015年開季前又與堪薩斯城體育會一起回到西岸。

## 榮譽
- 大聯盟杯
  - 冠軍：2006年、2007年

## 歷年戰績
| 年份   | 常規賽   | 季後賽   | 公開杯   | CONCACAF 冠軍杯 | 北美超級聯賽 |
| ------ | -------- | -------- | -------- | --------------- | ------------ |
| 2006年 | 西岸第二 | 冠軍     | 準決賽   | 未晉身          | 2007年開始   |
| 2007   | 西岸第二 | 冠軍     | 16強     | 準決賽          | 準決賽       |
| 2008年 | 西岸第一 | 半準決賽 | 十六強   | 準決賽          | 決賽         |
| 2009年 | 西岸第二 | 準決賽   | 準決賽   | 分組賽          | 未參與       |
| 2010年 | 西岸第六 | 未晉級   | 半準決賽 | 未晉級          | 準決賽       |

## 外部連結
- 官方網站 （页面存档备份，存于）